# Евгений Бакърджиев
Евгений Стефанов Бакърджиев е български политик от Съюза на демократичните сили (СДС), а след 2001 година – от оглавявания от него Български демократичен съюз „Радикали“. Той е вицепремиер и министър на регионалното развитие и благоустройството от 21 май 1997 до 21 декември 1999 година.

## Биография
Евгений Бакърджиев е роден на 10 февруари 1955 година в София. Завършва Висшия институт по архитектура и строителство (ВИАС), специалност „Промишлено и гражданско строителство“, и до 1991 г. работи като проектант в различни предприятия, достигайки до поста началник на Конструктивен отдел в „Технострой – СП2“.
След 1989 година става член на Българския земеделски народен съюз „Никола Петков“, част от коалицията СДС. От 1991 до 1995 година е кметски наместник на район Изгрев към Столична община. През май 1995 година е избран за ръководител на СДС-София и есента за председател на Столичния общински съвет. Ръководи предизборните кампании на Стефан Софиянски за кмет на София през 1995 година, на Петър Стоянов за президент през 1996 година. Ръководи Националния щаб на протестите и Националната стачка на Обединените демократични сили (ОДС) за сваляне правителството на Жан Виденов и БСП от власт. Председател на предизборния щаб на ОДС за парламентарните избори през 1997 година. Избран е за народен представител в XXXVIII и XXXIX народно събрание.
При съставянето на правителството на Иван Костов, Евгений Бакърджиев става заместник министър-председател и министър на регионалното развитие и благоустройството. Ръководи преговорите с „Газпром“ за доставка и транзит на природен газ. Той инициира и ръководи разрушаването на Мавзолея на Георги Димитров. Разрушаването започва на 21 август 1999 година. Първият взрив е извършен в 14:37 часа. По-късно са извършени още три големи взрива, след което разрушаването продължава с машини. Последните отломки са извозени в късния следобед на 27 август 1999 година.
В края на 1999 г. е освободен от кабинета по предложение на министър-председателя Иван Костов за структурни и персонални промени. През ноември 2001, след двете последователни изборни загуби на СДС през същата година открито иска оставките на ръководството на СДС. Скоро след това е изключен от СДС и основава нова партия – Български демократичен съюз „Радикали“.